# Mycetarotes parallelus
Mycetarotes parallelus är en myrart som först beskrevs av Carlo Emery 1906.  Mycetarotes parallelus ingår i släktet Mycetarotes och familjen myror. Inga underarter finns listade i Catalogue of Life.

## Bildgalleri

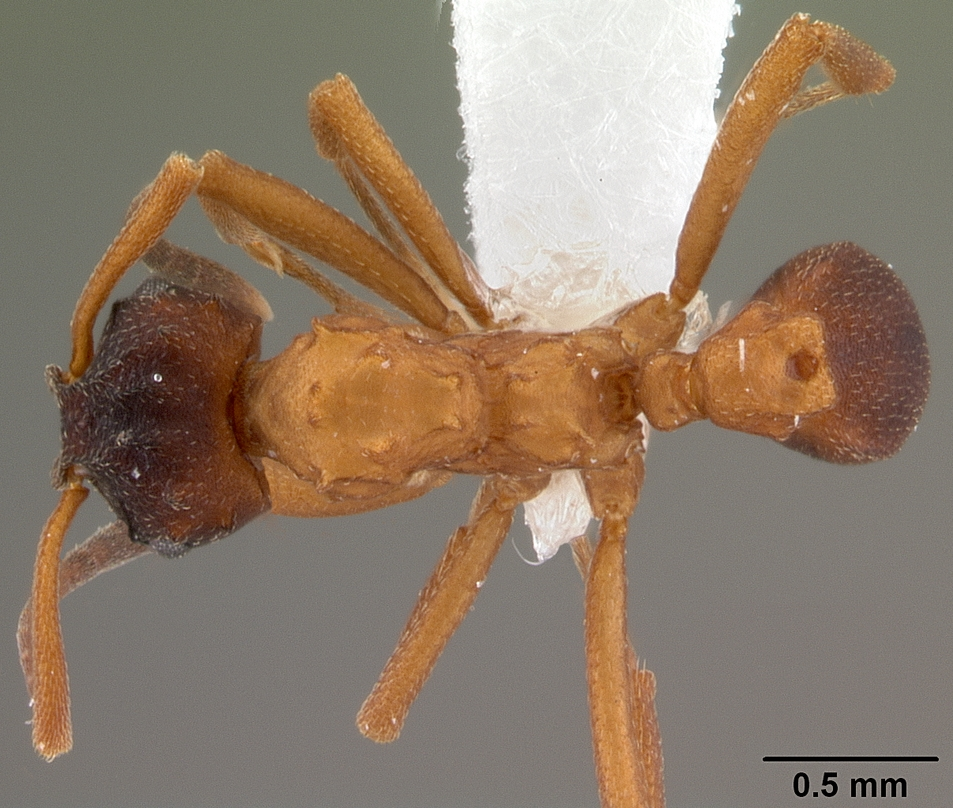
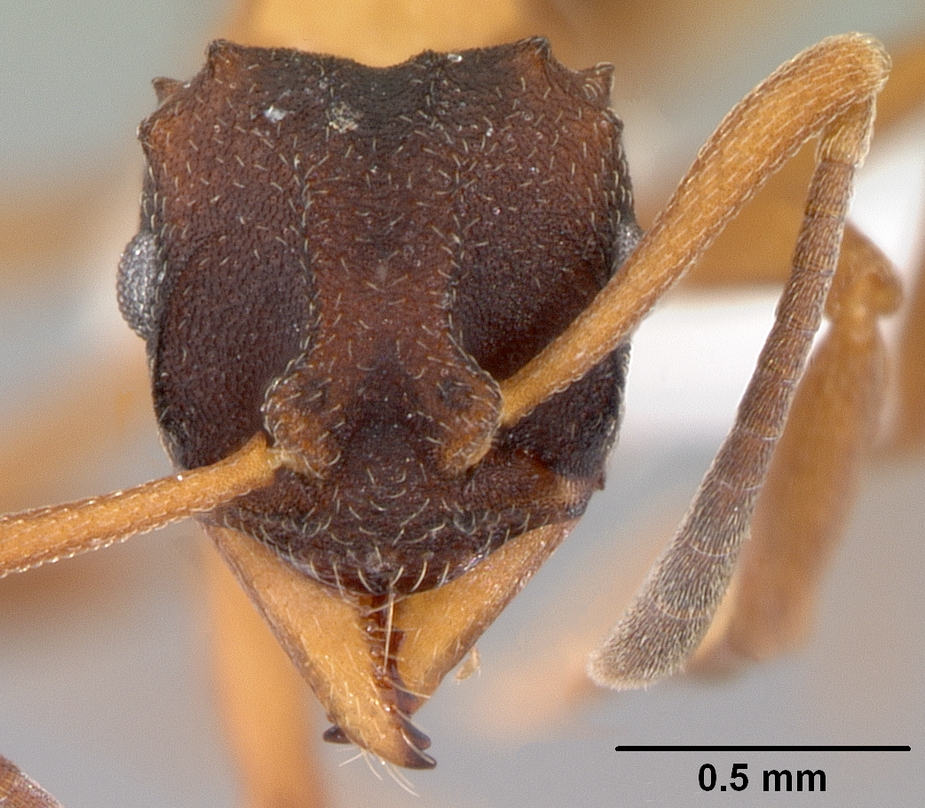
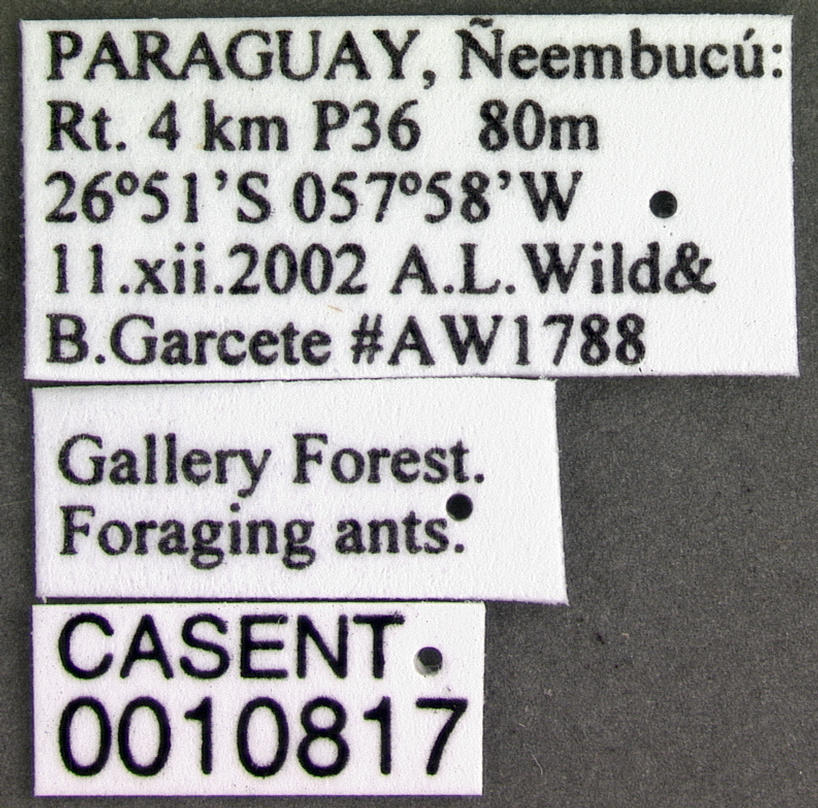
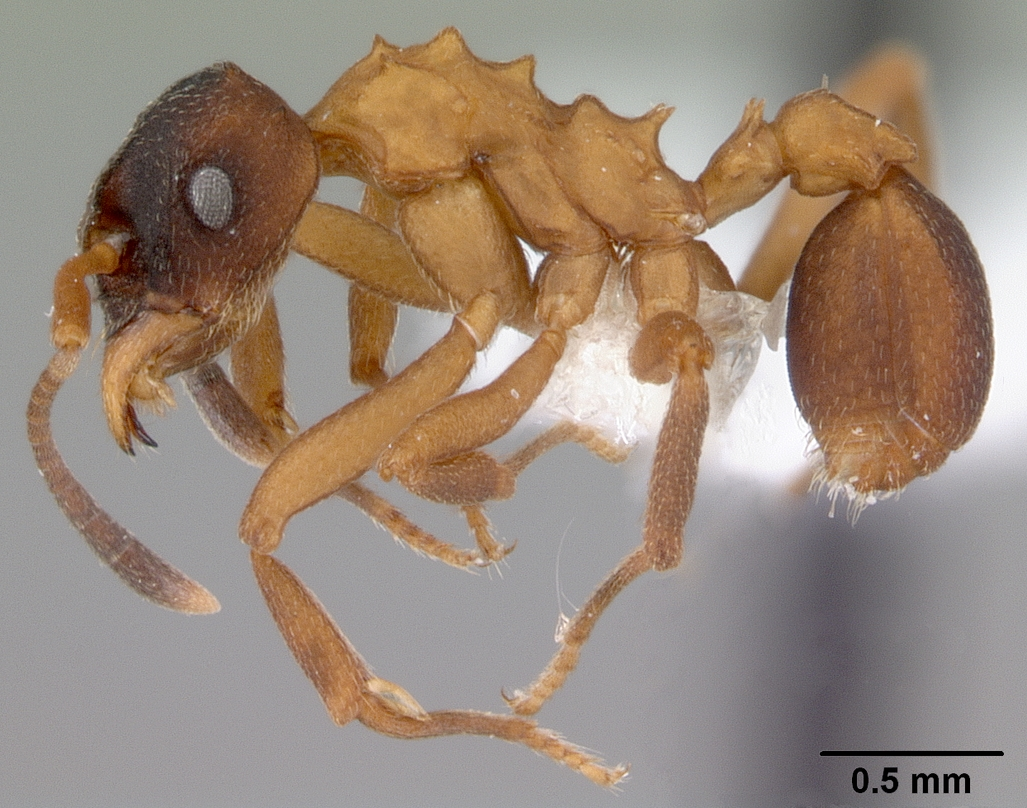
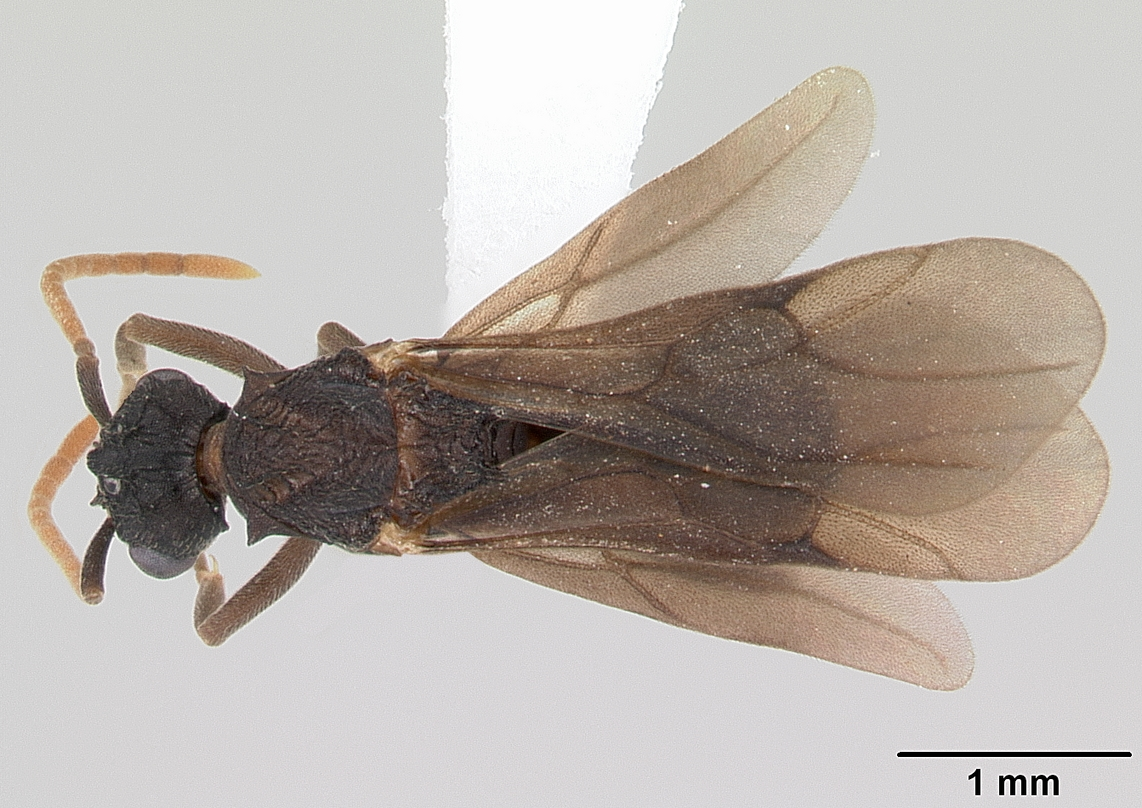
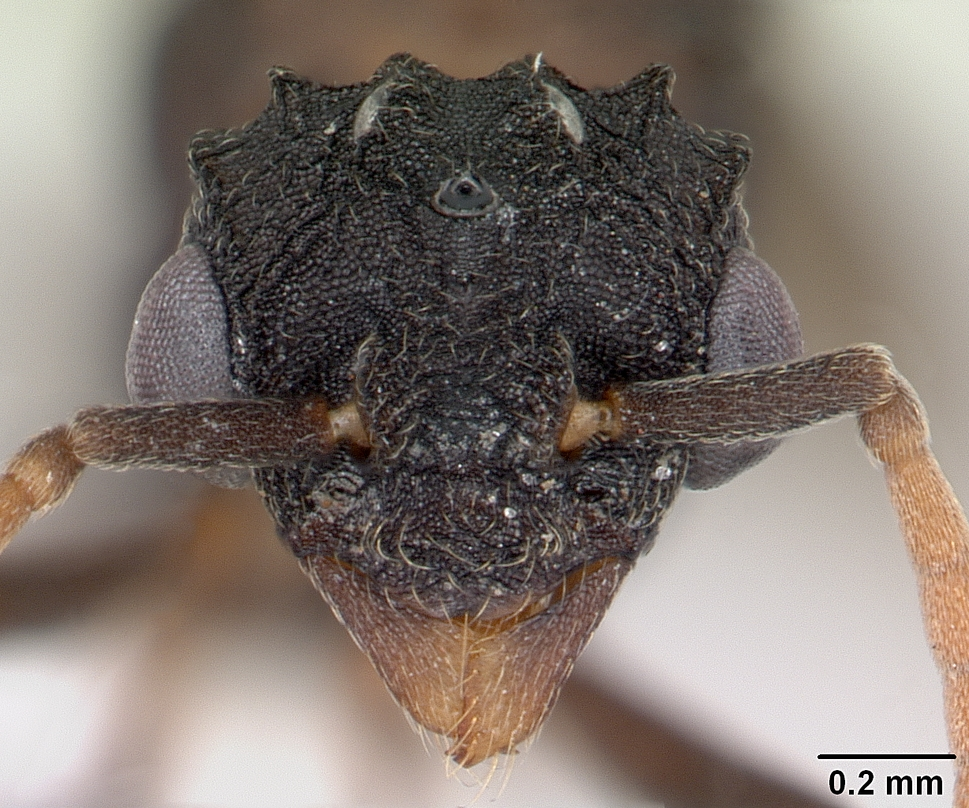